# Chloe
Chloe, Chloé, či Khloe ([kloe] nebo [klouí]) je ženské křestní jméno řeckého původu. Význam jména je kvetoucí či rozkvetlá. Lze jej také přeložit jako „zelený výhonek“. Je symbolem plodnosti, mládí a jara.
V řecké mytologii se jméno odvozuje k bohyni Démétér jako jedna z jejích obdob.

## Křestní jméno
Původní řecká verze jména zná obě varianty Chloe a Khloe. V anglofonních zemích se převážně užívá varianta Chloe. Ve francouzštině se převážně užívá jméno Chloé. Dalšími obdobami jména jsou: Chloë, Cloe, Cloé.

## Známé nositelky
- Toni Morrisonová, americká spisovatelka, vydavatelka a profesorka
- Chloë Agnew, irská zpěvačka
- Chloë Sevigny, americká herečka
- Chloe Marshall, britská plnoštíhlá modelka
- Chloë Annettová, britská herečka
- Chloe Alper, anglická zpěvačka a basistka kapely Pure Reason Revolution
- Chloe Dao, druhá vítězka reality show Project Runway
- Chloé Graftiaux, belgická sportovní lezkyně
- Chloe Jones, americká modelka a pornoherečka
- Chloe Katz, americká krasobruslařka
- Chloë Moretzová, americká dětská herečka
- Chloe Rogers, Anglická pozemní hokejistka
- Chloe Sainte-Marie, franko-kanadská herečka a zpěvačka
- Chloe Sutton, americká plavkyně
- Chloe Smith, britská konzervativní politička
- Chloe Webb, americká herečka
- Khloé Kardashian

## Fiktivní nositelky
- teta Chloe, postava z knihy Uncle Tom's Cabin napsané Harriet Beecher Stowe
- Chloe, postava ve hře Daphnis and Chloe napsané starověkým řeckým spisovatelem Longusem
- Chloe, postava z operety Orpheus in the Underworld od Jacquesa Offenbacha
- Chloe Decker, postava ze seriálu Lucifer
- Chloe, postava z knihy Sleepovers od Jacqueline Wilson
- Chloe Price, postava z počítačové hry Life is Strange
- Chloe Jones, postava v televizním seriálu A Country Practice
- Chloe Lane, postava z TV seriálu Dny našeho života
- Chloe Mitchell, postava v americké soap opery Mladí a neklidní
- Chloe O'Brian, postava v TV seriálu 24 hodin
- Chloe Richards, postava z australského TV seriálu Home and Away
- Chloe Simon, postava z filmu 102 dalmatinů
- Chloe Sullivan, postava z amerického TV seriálu Smallville
- Chloe Weber, postava z jednoho dílu anglického seriálu Pán času. Díl S02E11: Kdo se bojí Klouí.